# Kalobatippus
Kalobatippus (лат.) — род вымерших млекопитающих семейства лошадиных (Equidae). Как и другие представители подсемейства Anchitheriinae, были более примитивными, чем современные лошади. Существовали с олигоцен по плиоцен (30,8 — 5,333 млн лет лет назад). Известны из США (штаты Небраска, Орегон, Техас и Вайоминг). Род получил латинское название из-за удлиненных костей между лодыжкой/запястьем и пальцами ног. Питался листьями и отличался необычно длинными ногами. Расчетная масса тела составляет 131,7 кг.

## Виды
- Kalobatippus agatensis
- Kalobatippus australis
- Kalobatippus avus
- Kalobatippus praestans